# سيفاكا أحفوري
السيفاكا الأحفوري (الاسم العلمي:‡Palaeopropithecus) هو جنس منقرض من الحيوانات يتبع الفصيلة الإندرية من رتبة الرئيسيات.